# Villa Eikenhorst
Villa Eikenhorst of De Eikenhorst is een villa op het landgoed De Horsten in Wassenaar. Van 30 april 2013 tot 13 januari 2019 was het de officiële residentie van koning Willem-Alexander der Nederlanden en zijn gezin. Hij woonde er al als kroonprins vanaf 2003. Van 2013 tot en met 2018 hield hij er als koning zijn kersttoespraak gericht aan het Nederlandse volk.

## Geschiedenis
De Eikenhorst werd tussen 1985 en 1987 gebouwd in opdracht van prinses Christina met als architect J.B. van Asbeck (1911–2010), waarbij Christina's toenmalige echtgenoot Jorge Guillermo een zwaarwegende rol speelde. Het gebouw is in grote lijnen gebaseerd op een 17e-eeuwse Nederlandse herenboerderij. Van Asbeck was een bekend architect en restauratiearchitect, die ook de restauratie van Paleis Het Loo en Slot Zeist voor zijn rekening mocht nemen. Tussen 1987 en 1996 werd De Eikenhorst bewoond door het gezin van prinses Christina.
In 2003 ging kroonprins Willem-Alexander er met zijn gezin wonen. De begane grond diende toen als ontvangstruimte; hier was tevens de bibliotheek. Het gezin zelf bewoonde de bovenverdieping. Sinds 13 januari 2019 woont koning Willem-Alexander met zijn gezin in Paleis Huis ten Bosch. Sindsdien wordt De Eikenhorst verhuurd, als eerste aan de ambassadeur van Koeweit, later aan een ondernemer.